# Amata phaeobasis
Amata phaeobasis là một loài bướm đêm thuộc phân họ Arctiinae, họ Erebidae.